# Eugeniusz Kunc
Eugeniusz Kunc (ur. 20 kwietnia 1927 w Szutowej, woj. lwowskie, zm. 22 sierpnia 2010 w Braniewie) – polski rzeźbiarz, Sybirak, działacz społeczny.

## Życiorys

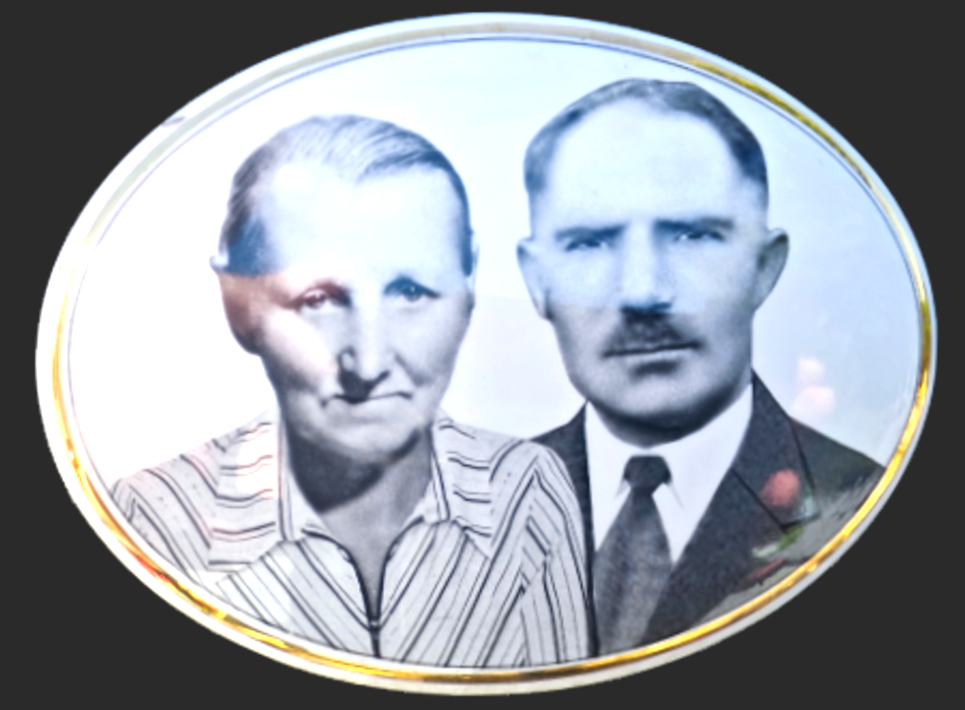
Rodzice, razem z którymi przeszedł gehennę Sybiru

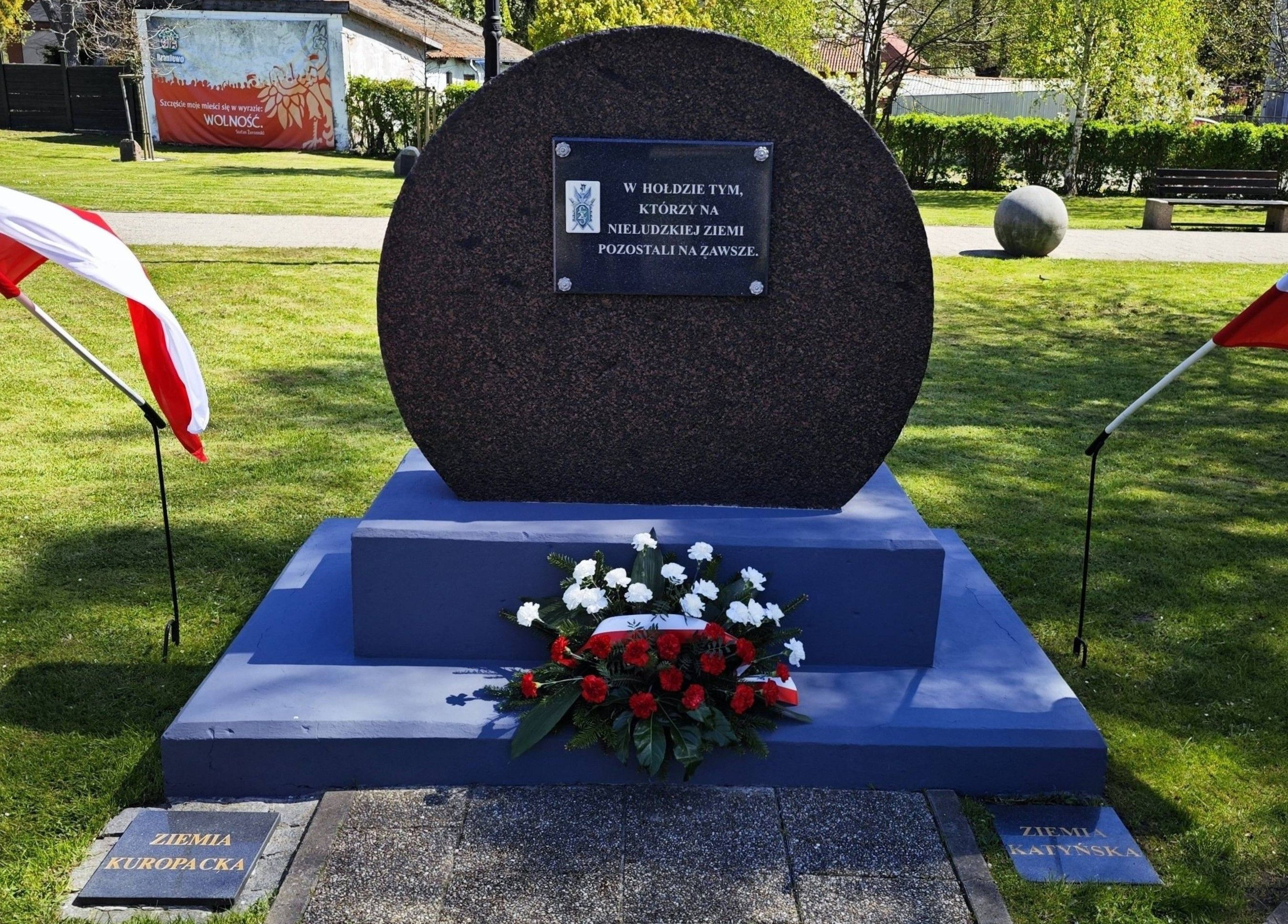
Pamiątki po Kuncu: pomnik i Skwer Sybiraków

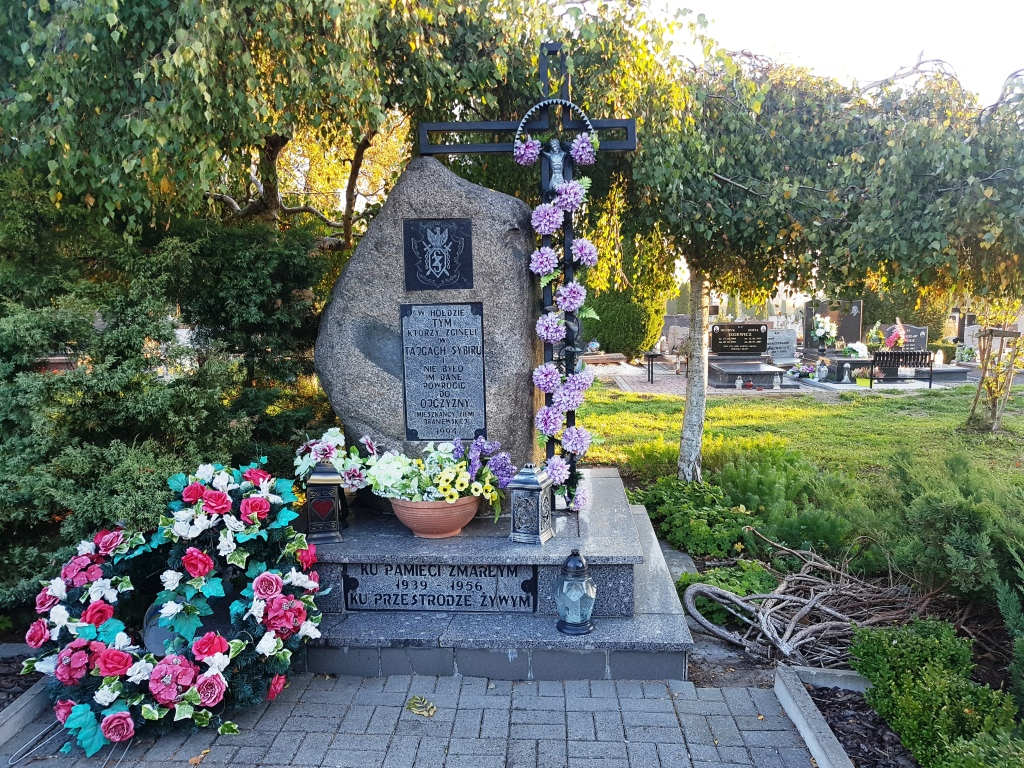
Pomnik na cmentarzu przy ul. Morskiej

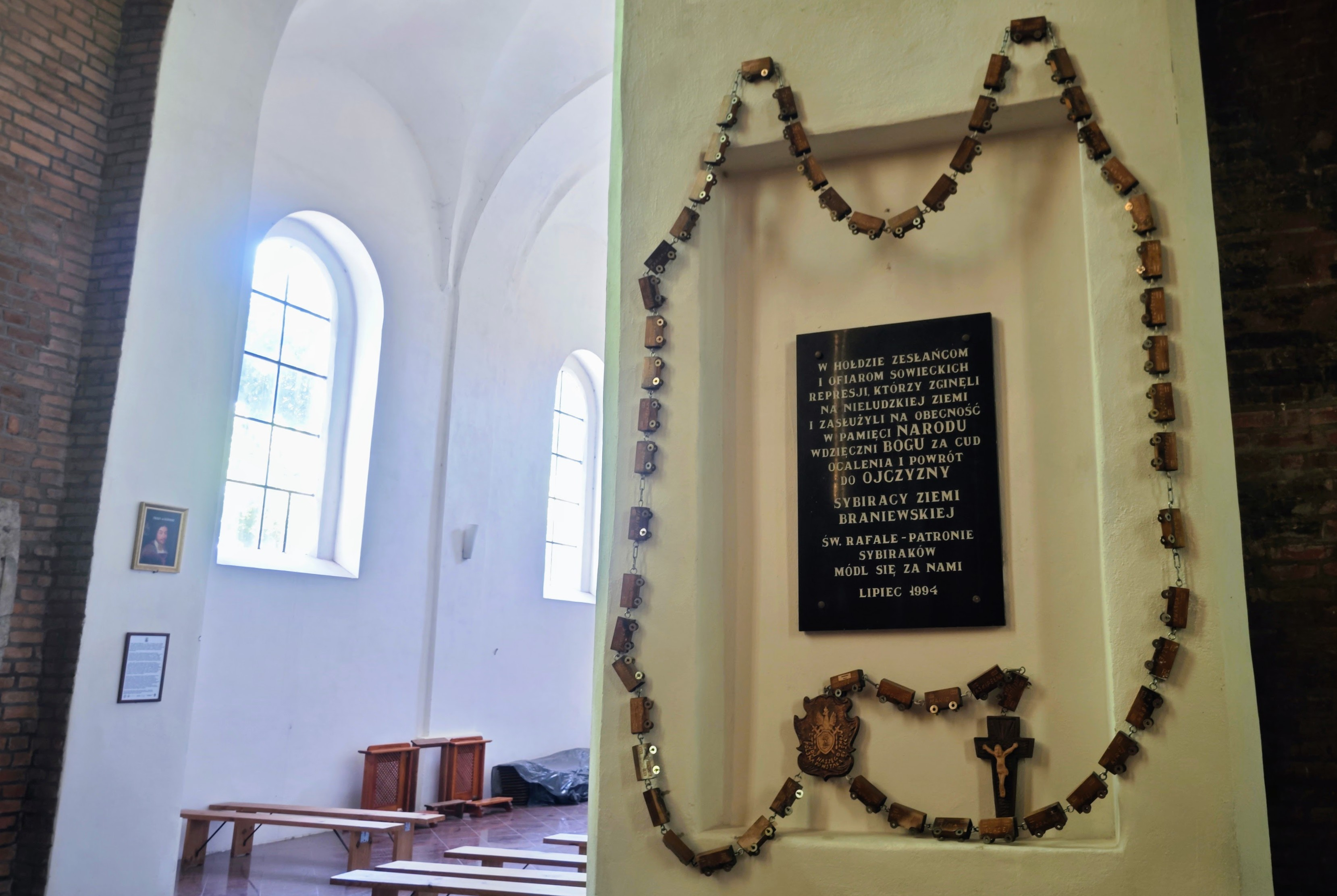
Tablica i różaniec w bazylice św. Katarzyny w Braniewie

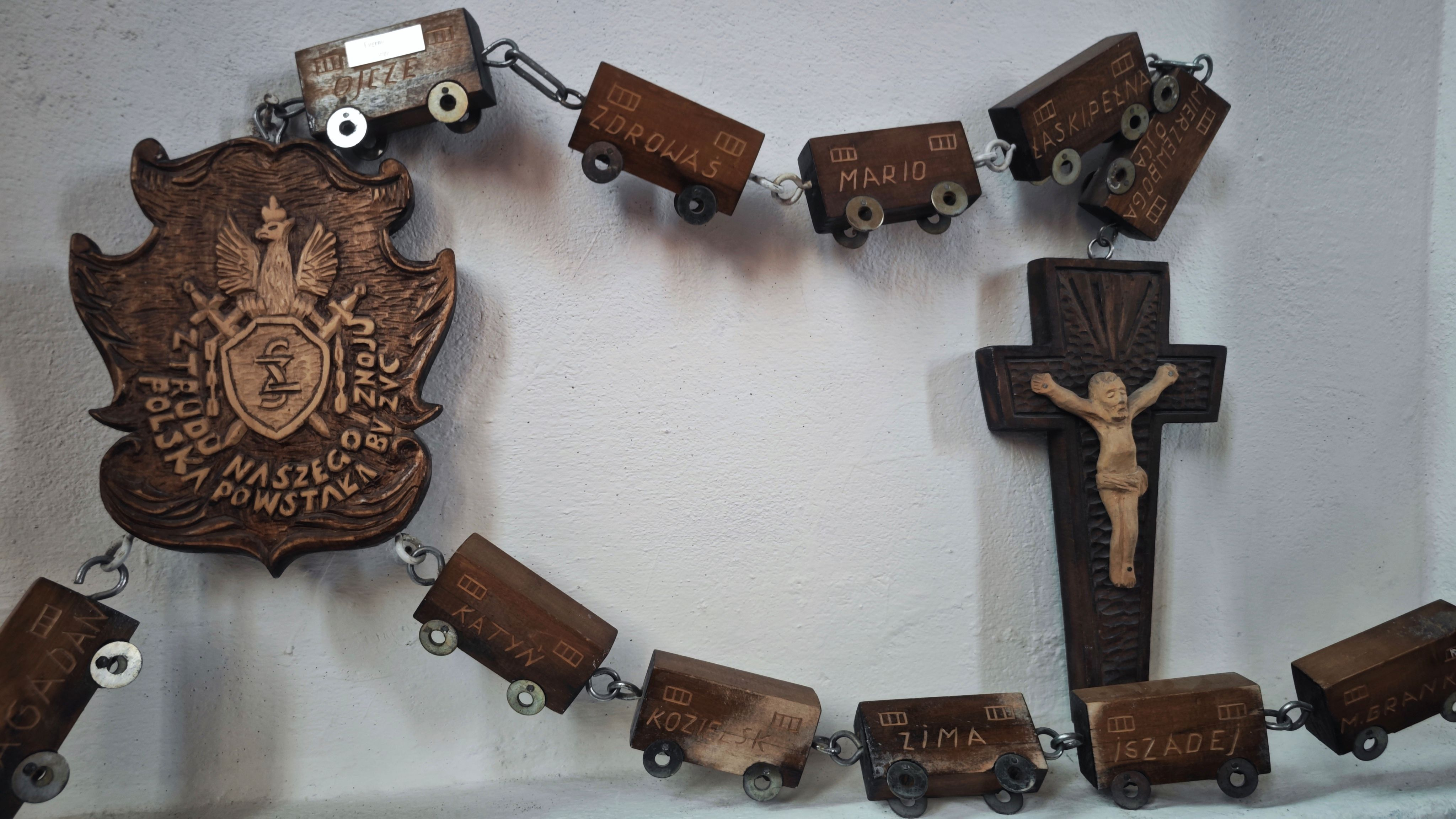
Rzeźbiony własnoręcznie różaniec

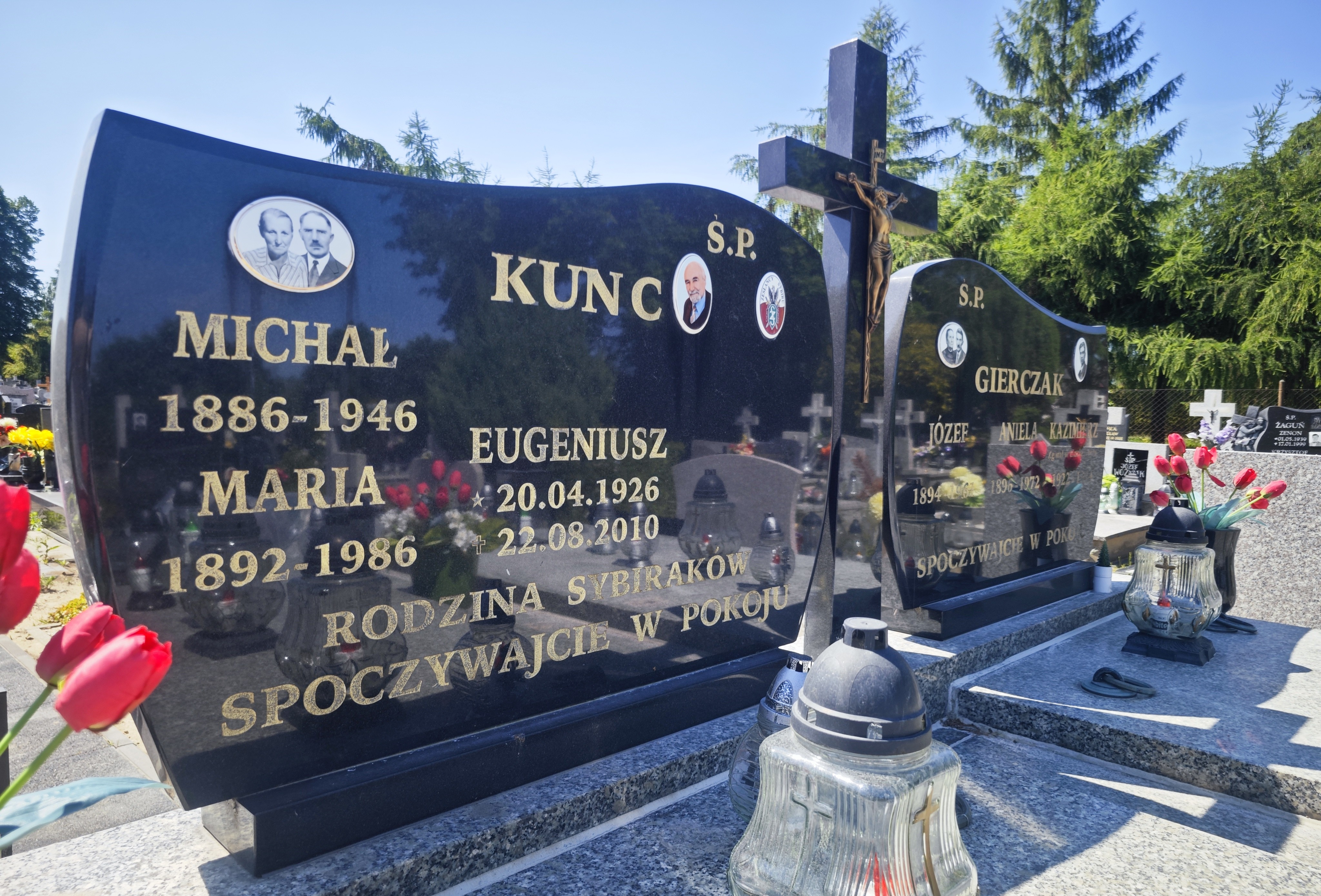
Grób rodzinny na cmentarzu przy ul. Morskiej

Urodził się we wsi Szutowa, koło Jaworowa w województwie lwowskim w rodzinie Michała (1886–1946) i Marii (1892–1986). Miał dwóch starszych braci. Ojciec pochodził z zamożnej rodziny rzemieślniczej, był właścicielem młyna. Brał udział w I wojnie światowej, na której został inwalidą wojennym, stracił wzrok i nie był w stanie wykonywać dotychczasowej pracy, toteż zmienił zawód i rozpoczął pracę na roli. Po nadejściu II wojny światowej i agresji Związku Sowieckiego na Polskę rozpoczęło się rozkułaczanie ziemiaństwa. 10 lutego 1940 roku w nocy radzieccy żołnierze załomotali kolbami do ich drzwi. W domu znajdowali się wówczas tylko rodzice i Eugeniusz. Dano im tylko pół godziny na spakowanie się. Następnego dnia, w pierwszej zsyłce, wywieziono ich wagonami towarowymi na Syberię w okolice Irkucka. Pracowali w tajdze przy wyrębie lasu. W tym czasie starszy brat Eugeniusza, Zygmunt (1922–2012), wstąpił do Armii gen. Andersa i brał udział w II wojnie światowej na Zachodzie, za co został odznaczony najwyższym polskim odznaczeniem wojennym, Orderem Virtuti Militari. Eugeniuszowi dane było przeżyć najokrutniejsze losy zesłańców Sybiru – choroby niedożywionego organizmu, głód, chłód i odmrożenia. Ojciec Eugeniusza, jak wielu sybiraków nie przeżył tego nieludzkich warunków, zmarł i został pochowany w Kazaniu. W 1946 Eugeniusz wraz z matką powrócił do Polski już w nowych pojałtańskich granicach. Jako repatrianci przemierzyli niemal pół Polski, nim wreszcie osiedlili się w maleńkiej miejscowości Gronowo koło Braniewa, wsi położonej tuż przy granicy z ówczesnym Związkiem Radzieckim. Tam Eugeniusz poznał swoją przyszłą żonę Józefę, w 1948 zawarli związek małżeński. Na początku zamieszkali w na wpół zniszczonym małym domku. Następnie przez lata wybudowali nowy dom mieszkalny oraz budynki gospodarcze, tworząc duże nowoczesne gospodarstwo rolne. Za wybudowanie nowoczesnej obory państwo Kuncowie otrzymali „Złotą wiechę” – nagrodę w konkursie na najlepszy obiekt gospodarski na wsi, a także tytuł „Gospodarstwo wzorcowe”. Eugeniusz podejmował też działania na rzecz wsi i jej mieszkańców. Podjął inicjatywę, by wspólnymi siłami mieszkańców miejscowości doprowadzić elektryfikację do wsi i w 1950 w Gronowie rozbłysło światło oraz mieszkańcy mogli słuchać radioodbiorników. Kolejnymi czynami społecznymi było odremontowanie budynku szkoły w Gronowie oraz wiejskiej świetlicy i położenie drogi asfaltowej przez wieś. Pełnił ponadto wiele funkcji społecznych, był członkiem Rad Narodowych i gromadzkich, następnie gminnych i powiatowych. Przez kilkanaście kadencji pełnił funkcję ławnika w Sądzie Rejonowym w Braniewie. Do jego pasji należało też łowiectwo. Na emeryturze wybudował dom w Braniewie przy ul. Warmińskiej 13 i tam zamieszkał.
Eugeniusz Kunc zmarł 22 sierpnia 2010 roku. Pochowany została w grobie rodzinnym na cmentarzu przy ul. Morskiej. Na nagrobku podana została data urodzenia według dokumentów, gdyż w młodym wieku Eugeniusz Kunc zmienił sobie rok urodzenia na o rok starszego, aby wcześniej móc zacząć pracować.

### Działalność w Związku Sybiraków
Po przemianach ustrojowych roku '89, gdy tylko zaistniała taka możliwość polityczna, założył w 1990 w Braniewie koło Związku Sybiraków, zostając jego prezesem. Początkowo stowarzyszenie nie miało własnej siedziby i dom Eugeniusza i Józefy Kunców spełniał tę rolę. Ponieważ do jego wsi nie wszyscy sybiracy byli w stanie dotrzeć, podjął starania o siedzibę w Braniewie. Udało mu się na ten cel od stycznia 1991 pozyskać od burmistrza Tadeusza Kopacza niewielki lokal w budynku Urzędu Miasta przy ul. Kościuszki. Stowarzyszenie podjego kierownictwem prowadziło bardzo prężną działalność. W Braniewie z inicjatywy Eugeniusza Kunca powstały następujące miejsca, pomniki i pamiątki:
- W lipcu 1994 w katedrze pw. św. Katarzyny Aleksandryjskiej (od 2002 bazylika mniejsza) odsłonięta została na półfilarze przywieżowym i poświęcona tablica pamiątkowa pamięci ofiar represji sowieckich ufundowana przez Związek Sybiraków[8].
- 10 września 1994 na cmentarzu przy ul. Morskiej został odsłonięty pomnik upamiętniający tych, „którzy zginęli w Tajgach Sybiru i nie było im dane powrócić do ojczyzny” (na zdjęciu). Uroczystość tę rozpoczęła msza św. w katedrze pw. św. Katarzyny. Po mszy procesja niosąc urnę, zawierającą listę rodaków, którym nie dane było powrócić z Syberii do ojczyzny, przeszła na cmentarz. Następnie urnę umieszczono wewnątrz pomnika, w czynności wmurowywania brali kolejno udział wszyscy, którzy przyczynili się do jego powstania. Inicjatorem postawienia tego pomnika był braniewski oddział Związku Sybiraków, z prezesem Eugeniuszem Kuncem na czele. Aktu poświęcenia pomnika dokonał ks. prałat Tadeusz Brandys[9][10].
- Ufundowano sztandar Koła Sybiraków w Braniewie. Następnie w maju 1995 podczas VI Ogólnoświatowej Pielgrzymki Sybiraków na Jasną Górę, dokonał tamże aktu jego poświęcenia abp Alfons Nossol.
- W 1998 wybudowano już nie na cmentarzu, lecz w środku miasta, kolejny obelisk poświęcony zmarłym na obczyźnie sybirakom z inskrypcją „W hołdzie tym, którzy na nieludzkiej ziemi pozostali na zawsze”. Pomnik poświęcił abp warmiński Edmund Piszcz[11]. 6 maja 1998 uchwałą Rady Miejskiej w Braniewie nr LXV/219/98 ten bezimienny do tej pory plac pomiędzy ul. Fromborską i ul. Moniuszki otrzymał nazwę „Skwer Sybiraków”[12], pozostawiając tym samym trwały ślad w architekturze i życiu miasta, zwłaszcza że Skwer Sybiraków stał się reprezentacyjnym placem w Braniewie oraz miejscem wieńczącym najważniejsze uroczystości państwowe i lokalne w mieście.
- W 1999 Eugeniusz Kunc wyrzeźbił sam z drewna dużych rozmiarów Różaniec Sybiraków, którego paciorki są to wyrzeźbione wagony kolejowe zesłańców – z wyrytymi miejscowościami zesłań. Różaniec Sybiraków został umieszczony wokół tablicy pamiątkowej w bazylice mniejszej Katarzyny w Braniewie[11][13].

### Twórczość artystyczna
Rzeźbiarstwem zajmował się już od dziecka, rozpoczynając od strugania ozdobnych fujarek i pajacyków. Był całkowitym samoukiem, nie próbował też naśladować innych. Przez wiele lat jego pasją była korzenioplastyka. W późniejszym czasie zajął się rzeźbieniem w drewnie. Tematyka jego prac pozostawała bardzo różnorodna, począwszy od tematyki rustykalnej aż po sakralną. Występował ze swoimi pracami na wielu wystawach zbiorowych i plenerach artystycznych. Jego prace znajdują się w zbiorach prywatnych i galeriach w Polsce – m.in. w Gdańsku i Toruniu – a także za granicą, między innymi w Wielkiej Brytanii, Kanadzie, USA oraz Rosji.

### Życie prywatne
W 1948 wstąpił w związek małżeński z Józefą z domu Gierczak, również repatriantką ze Wschodu, urodzoną w 1929 w Kamionce koło Grodna, w rodzinie Józefa i Anieli. Jej rodzice zajmowali się rolnictwem, posiadali duże 12-hektarowe gospodarstwo. Jej ojciec był również gajowym, po wojnie był wójtem w Braniewie i miał pod sobą gimnazjum. W Gronowie osiedlili się 20 kwietnia 1946 roku, jako pierwsi polscy osadnicy. Niedługo potem do wsi sprowadził się Eugeniusz, w 1948 wzięli ślub. Józefa pozostawała również bardzo aktywna i zaangażowana społecznie. Pełniła wiele funkcji, była m.in. delegatem Wojewódzkiego Związku Kółek Rolniczych, zasiadała w Radzie Banku Spółdzielczego w Braniewie i w Malborku, Radzie Spółdzielni Mleczarskiej w Pieniężnie, przez pewien czas była radną gminy Braniewo, w Gronowie prowadziła wzorcowe koło gospodyń wiejskich. Za swoje zasługi była wielokrotnie odznaczana, otrzymała Złoty Krzyż Zasługi oraz wiele innych wyróżnień.
Małżeństwo miało trójkę dzieci – jedną córkę i dwóch synów.

## Odznaczenia
- Krzyż Kawalerski Orderu Odrodzenia Polski
- Odznaka honorowa „Zasłużony dla Warmii i Mazur”
- Medal „Zasłużony dla Ziemi Elbląskiej”
- Medal „Pro Memoria” (2008)

Źródło.